# フィアット・ウーノ
ウーノ（UNO）は、フィアットによって製造・生産されている自動車である。

## 初代 146系（1983年 - 1997年）
| 5ドアモデル |  | 5ドアモデル |
| 5ドアモデル |  |             |

フィアット・127の後継機種として開発され、3ドアと5ドアハッチバックの2種類が販売された。ベースグレードは45で、999 cc、45 PSエンジン。60Sはボアφ80 mm×ストローク55.5 mmで1,116 cc、圧縮比9.2:1で58 PS @ 5,700 rpm、8.9 kgf m @ 3,000 rpmエンジンを積み車重770 kg。70SLはボアφ86.4 ×ストローク55.5mmで1,301 cc、圧縮比9.5:1で65 PS @ 5,600 rpm、10.2 kgf m @ 3,000 rpmエンジンを積み車重780 kg。燃料供給はいずれもウェーバー製ダウンドラフトキャブレターによる。また燃費の良さも人気の一因であった。
1984年にはヨーロッパ・カー・オブ・ザ・イヤーを受賞した。
1985年に高性能版であるターボieが追加された。ブースト圧0.6バールの 石川島播磨重工業（現IHI）製VL-2型ターボチャージャーとボッシュ製LE2ジェトロニックを装備したボアφ80.5 mm×ストローク63.9 mmの1,301 cc、圧縮比8.0:1で最高出力105 PS @ 5,750 rpm、最大トルク15.0 kgf m @ 3,200 rpmのエンジンを搭載。車重は845 kg。最高速は200 km/h、0-100 km/h 8.3秒。

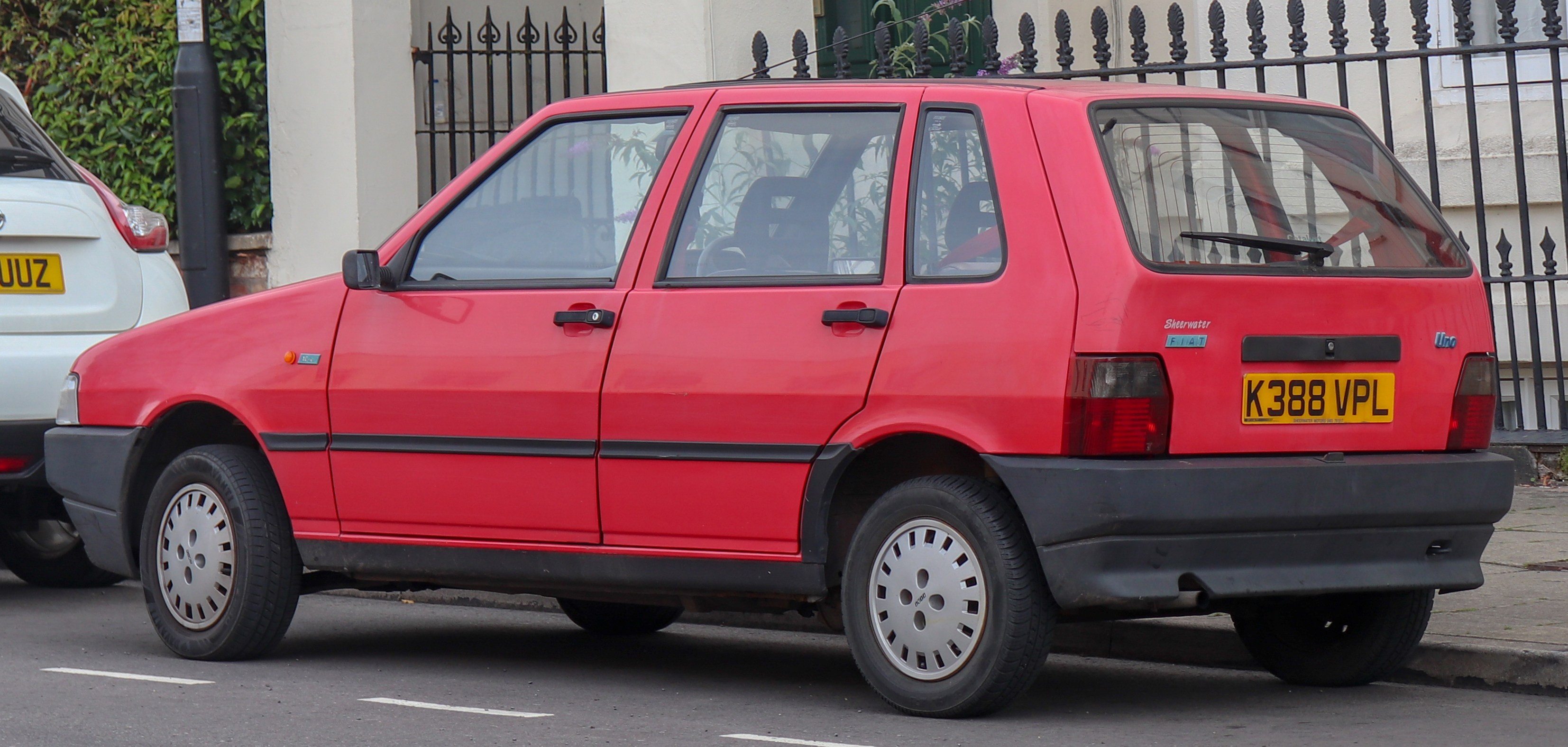
5ドアモデル リア

1989年9月に車体前方と後方のデザインが変更され、より低い空気抵抗を実現した。インテリアデザインも変更され、前期型の欠点であったダッシュボードが震える現象も解消された。
イタリア国内での生産は西ヨーロッパ一帯での売上数が減少するとともに1995年に終了した。後継車はフィアット・プントである。

### その後の製造と販売
初代ウーノはイタリア本国での製造・販売を終了した後も、諸外国では長期にわたり生産が継続された。
- 南アフリカ共和国 - 日産自動車のライセンス下で2006年まで「ニッサン・ウーノ」および「ミッレ」として製造。
- ポーランド - ポーランド国内でのフィアット製造工場による生産は1995年6月から2002年10月まで行われた。
- ブラジル - 1984年4月から2013年12月ともっとも長期にわたり生産されてきた。現地では比較的安価なエントリーモデルとして知られ、2005年以降はエタノール対応となりその後約200万台を突破した。2010年に南米向け2代目ウーノが投入されて以降は1.0L車のみにラインナップを縮小し「ミッレ」と名を変えて引き続き販売されていたが、2014年以降のブラジル生産車へ義務付けられるABS及び両席エアバッグの装着が困難となり生産終了。
- アルゼンチン - イタリア系移民の子孫が多いアルゼンチンでは1989年から2000年まで約18万台が生産された。他に派生車である4ドアセダンの「ドゥーナ」およびステーションワゴンである「エルバ」が1988年から2000年まで製造されフィアットの本拠地となるイタリア本国へも輸出していた。
- パキスタン - ラジャ自動車が2001年からノックダウン生産していたが、2004年の工場閉鎖に伴い生産終了。
- モロッコ - 2003年に生産終了しているが現在でも小型タクシー用の車両として人気が高い。
- フィリピン - 地元メーカーのフランシスコ・モーターズとの合併会社であるイタルカー・ピリピナスにより1992年から2000年まで現地生産。

### ラリー競技
ランチア・チームが参戦するグループBに重点を置いていた1985年、グループAに参戦していたリトモは、グループ2の131アバルトラリーの時代からサポートカーとしての活躍を経てリトモ・アバルト130TCにまでスープアップしてきており、成績的にも限界が来ていた。
そこで、55SをグループN仕様としてポルトガル・ラリーより投入し、完走。次年のラリー・モンテカルロでは地元プライベータであるもののジョリークラブがターボを3台体制で投入するも、3台ともリタイヤと余り良いところがなかったように見えたが、ポルトガルではグループBのフロントランナーであるトップランナーが続々リタイアしている関係上3位入賞は果たすものの他の2台はドライブシャフトとアクシデントでリタイアしており、信頼性の確保にはまだまだ時間が必要であった。
そこでアバルトと共同で1986年、ウーノターボ・アバルトをプロトタイプとしてコルシカ島でのテストを行った結果、フィアットからは同じ市販車ベースでのツインキャブレターを装備した100馬力の70SXグループA仕様をA112アバルトの後継モデルとしつつも採用はされず、メインストリームをグループAとした1987年にポルトガルでジョリークラブのターボが総合10位と初のクリーンコンディションでのポイントを獲得したが、1987年後半よりウーノでのグループA参戦を、中型車であるレガータへ徐々にバトンタッチした。

### 逸話
ダイアナ元妃が事故死した際、追走していたパパラッチは白いフィアット・ウーノに乗っていたという証言がある。しかしながら確証は取れていない。
1990年代初頭にイタリアで悪名を馳せた犯罪グループ「ウーノ・ビアンカ」（イタリア語で白いウーノの意）の名は彼らが好んで盗んだフィアット・ウーノに由来するが、これは当時のウーノがイモビライザー非装備であり盗みやすかったことに起因する。
ウーノはジウジアーロがデザインした同社のパンダとも非常に似ているため、間違われやすい。タレントの松本明子が30年以上、初めての愛車をパンダだと思っていたら実際にはウーノだったというエピソードもある。

## 2代目 327系（2010年 - 2021年）
当代モデルはブラジルをはじめとする南米専売モデルとなり、欧州市場へは投入されない。
直線的な外観の初代に比べ丸みを帯びたスタイルへと変化した。ブラジルフィアットとトリノのチェントロスティーレによる共同開発モデルであり、プラットフォームはニューパンダ用をベースにコストダウンを図ったものを採用している。
エンジンはガソリン・エタノールの両方に対応したフレックス燃料車タイプの1.0Lと1.4Lの2種でどちらも5速MTのみとの組み合わせである。なお、2015年モデルからはどちらのエンジンにもアイドリングストップ機構が標準化され、デュアロジックのオプション設定も追加された。